# Michael Hirschberg
Pour les articles homonymes, voir Hirschberg.
Michael Hirschberg (né le 25 mars 1889 à Odessa, mort le 20 mars 1937 à Brandebourg-sur-la-Havel) est un magistrat et homme politique socialiste allemand, résistant au nazisme.

## Biographie
Michael Hirschberg vient d'une famille juive russe qui s'installe à Stettin vers 1900. Il devient étudiant en droit en 1907 à Stettin. Au moment de l'arrivée du nazisme au pouvoir, il est conseiller du tribunal du district et membre de la Reichsbanner Schwarz-Rot-Gold. Jusqu'en 1933, il est président du SPD de la section 8 de Berlin-Schöneberg, qui comprenait la zone des Potsdamer Straße et Bülowstraße.
En automne 1933, il perd son poste de juge à cause de son origine juive. Après l'interdiction du SPD par la dictature nazie, il entre dans la résistance. Dans l'organisation de résistance illégale du SPD de Berlin dirigée par Alfred Markwitz, Michael Hirschberg organise le "Gruppe Westen", également connu sous le nom de groupe de résistance Hirschberg. L'espace organisationnel comprend les anciennes sections de district du SPD Tiergarten, Charlottenburg, Schöneberg et Steglitz/Lankwitz. Parmi les membres se trouvent Walter Kohlhause, Fritz Gelbart, Johannes Jahn, Walter Löffler, ou encore Fritz Krug.
Michael Hirschberg est arrêté par la police politique le 17 mai 1935 et condamné à trois ans de prison par le Volksgerichtshof en septembre 1936. Après avoir été maltraité, il meurt d'une crise cardiaque dans la prison de Brandebourg en 1937.
Une plaque commémore est au Winterfeldtstrasse 8 près de Winterfeldtplatz là où se trouvait sa maison, détruite pendant la Seconde Guerre mondiale. Une plaque à son nom est présente aussi au Mémorial aux socialistes.